# Max Hopp
Max Hopp (Idstein, 1996. augusztus 20. –) német dartsjátékos. 2011 és 2012 között a British Darts Organisation, majd 2012-től a Professional Darts Corporation tagja. 2015-ben megnyerte a PDC ifjúsági világbajnokságát. Beceneve "Maximiser".

## Pályafutása

### Kezdetek, BDO
Hopp 13 éves korában nyerte meg első tornáját, amivel kvalifikálta magát a WDF World Cup-ra, amelyet Írországban rendeztek meg. Ezen a tornán a második helyen végzett végül. 2011-ben és 2012 ben a BDO által szervezett versenyeken szerepelt, ahol 2012-ben a WDF Ifjúsági Európa-bajnokságon Antwerpenben sikerült megszereznie az Európa-bajnoki címet.

### PDC
2012-ben Hopp már a PDC-nél folytatta karrierjét, ahol már a következő világbajnokságon részt vehetett 2013-ban, miután megnyerte a közép-európai selejtező tornát. Akkoriban ő volt a második legfiatalabb dartsjátékos, aki kijutott a PDC világbajnokságra. A világbajnokságot Hopp a selejtezőben kezdte meg, majd Charl Petersent rögtön 4–1-re sikerült legyőznie. Az első körben az angol Denis Ovenst viszont már nem sikerült megvernie, és 3–2-re kikapott ellenfelétől. A 2014-es világbajnokságra már az európai ranglistáról sikerült kvalifikálnia magát, ahol szintén az első körben szenvedett vereséget, ezúttal a skót Robert Thornton-tól kapott ki 3–1-re.
A 2015-ös vb-n már sikerült továbbjutnia az első körből, ahol az angol Mervyn Kinget győzte le 3–2-re az első meccsen, mielőtt a második körben 4–0-s vereséget szenvedett a holland Vincent van der Voort-tól. A világbajnokság után a 62. helyre sikerült előrejönnie a világranglistán. A márciusban megrendezett UK Openen a harmadik körig jutott, ahol Kim Huybrechts-től kapott ki 9–7-re. A PDC csapatvilágbajnokságon honfitársával Jyhan Artuttal negyeddöntőt játszott, amelyet 2–0-s vereséggel végül elbuktak az angolok (Phil Taylor és Adrian Lewis) ellen. Egy héttel később a hazai pályáján rendezett International Darts Open tornán Hoppnak sikerült megdobnia karrierje első kilencnyilasát. 2015 júliusában már az 50. helyen szerepelt a világranglistán, így már ő volt a legmagasabb helyen rangsorolt német játékos a PDC-nél. Az év további része szintén jól sikerült számára, októberben Wigan-ben bekerült az U23-as világbajnokság döntőjébe, majd a Players Championship Finals előtti napon megrendezésre kerülő U23-as vb-döntőben Nathan Aspinall ellen 6–5-re nyert és megszerezte az ifjúsági világbajnoki címet.
A 2016-os PDC világbajnokság viszont már nem sikerült túl jól számára, 2013-hoz és 2014-hez hasonlóan most is az első forduló után búcsúzni kényszerült, ezúttal Benito van de Pas 3–1-re győzte le őt. Az ebben az évben megrendezett European Darts Matchplayen először sikerült eljutnia egy European Tour torna negyeddöntőjéig, ahol a skót Peter Wright-tól szenvedett 6–4-es vereséget. A 2016-os EB-n a legjobb 16-ig jutott és végül James Wade ellen kapott ki 10–3-ra.
A 2017-es vb első körében visszavágott a két évvel korábban elszenvedett vereségért van der Voortnak, de a második körben újra véget ért számára a vb, ezúttal Kim Huybrechts-től kapott ki 4–0-ra. A csapatvilágbajnokságon immár Martin Schindler oldalán a negyeddöntőig jutott.
A 2018-as világbajnokságra nem sikerült kvalifikálnia, de az év további részében megszerezte első tornagyőzelmét a European Tour sorozatban, melyet a German Darts Open tornán aratott győzelmével szerzett meg. Szeptemberben Dublinban megszerezte első tornagyőzelmét a Players Championship sorozatban is.

## Világbajnoki szereplései

### PDC
- 2013: Első kör (vereség  Denis Ovens ellen 2–3)
- 2014: Első kör (vereség  Robert Thornton ellen 1–3)
- 2015: Második kör (vereség  Vincent van der Voort ellen 0–4)
- 2016: Első kör (vereség  Benito van de Pas ellen 1–3)
- 2017: Második kör (vereség  Kim Huybrechts ellen 0–4)
- 2019: Harmadik kör (vereség  Michael van Gerwen ellen 1–4)
- 2020: Harmadik kör (vereség  Darius Labanauskas ellen 2–4)
- 2021: Második kör (vereség  Mervyn King ellen 1–3)

## Tornagyőzelmei
| Players Championship - Players Championship (DUB): 2018 European Tour Events - German Darts Open: 2018 PDC Development Tour - Development Tour: 2016 PDC World Youth Championship - World Youth Championship: 2015 | - Italian Grand Masters: 2011 - Austrian Open: 2012 - WDF Europe Youth Cup: 2012 - PDC World Central European Qualifying Event: 2012 - PDC World Germany Qualifying Event: 2014 |